# Canistrum sandrae
Canistrum sandrae är en gräsväxtart som beskrevs av Elton Martinez Carvalho Leme. Canistrum sandrae ingår i släktet Canistrum och familjen Bromeliaceae. Inga underarter finns listade i Catalogue of Life.